# Kerstin och jag
Kerstin och jag är en ungdomsbok skriven av Astrid Lindgren. Den gavs ut 1945, som Lindgrens andra utgivna bok.

## Handling
Barbro och Kerstin är sextonåriga tvillingar som bor i staden. Plötsligt får deras far möjlighet att ta över sin barndoms gård Lillhamra – och familjen bestämmer sig för att ta chansen och flytta. 
Barbro och Kerstin slipper att gå i skolan, men får hjälpa till på gården. De träffar jämnåriga flickor och pojkar i samma ålder, Ann, Viveka, Björn, Krister och Erik, och underhåller sig delvis med att plocka betor på gården och passa småbarn, och delvis med att fiska kräftor och anordna stor kräftskiva i trädgården, samt att åka i bil med pojkarna, göra cykelturer, sola och bada.